# Тристан Корбиер
Триста̀н Корбиѐр (на френски: Tristan Corbière) е френски поет.

## Биография
Роден е на 18 юли 1845 година като Едуар-Жоашен Корбиер в Плужан, днес част от Морле в Бретан, в семейството на известния пътешественик и писател Едуар Корбиер. Прекъсва образованието си заради лошото си здраве, и живее изолирано в Бретан. През 1873 година издава единствената си стихосбирка „Les Amours jaunes“, която остава слабо известна. Едва след смъртта на Корбиер поетът Пол Верлен привлича вниманието на публиката към работите му, които оказват значително влияние върху символизма.
Тристан Корбиер умира от туберкулоза на 1 март 1875 година в Морле.

## За него
- Martineau R. Tristan Corbière. Paris : Le Divan, 1925.
- Thomas H. Tristan le dépossédé. Paris: Gallimard, 1972.
- Dansel M. Langage et modernité chez Tristan Corbière. Paris: Nizet, 1974.
- Lunn-Rockliffe K. Tristan Corbière and the poetics of irony. London: Clarendon Press; Oxford; New York: Oxford UP, 2006.